# أميليا روز
أميليا روز (بالإنجليزية: Amelia Rose)‏ مواليد 1 أغسطس 1987 في أوستن، الولايات المتحدة، هي ممثلة أمريكية بدأت مسيرتها الفنية عام 2009.

## وصلات خارجية
- أميليا روز على موقع IMDb (الإنجليزية)